# Billandlahalli, Chintamani
Billandlahalli là một làng thuộc tehsil Chintamani, huyện Kolar, bang Karnataka, Ấn Độ.